# Colius
A Colius a madarak osztályának egérmadár-alakúak (Coliiformes) rendjébe és a egérmadárfélék (Coliidae) családjába tartozó nem.

## Rendszerezés
A nembe az alábbi 4 faj tartozik:
- csíkos egérmadár (Colius striatus)
- fehérfejű egérmadár (Colius leucocephalus)
- vöröshátú egérmadár (Colius castanotus)
- fehérhátú egérmadár (Colius colius)